# 交響曲第1番 (安部幸明)
安部幸明の交響曲第1番（こうこうきょくだいいちばん）は1957年に完成された交響曲。演奏時間は約20分。

## 作曲の経緯
作曲者によれば、初演の数年前に一応完成していたが、放置していた間に色々な角度から不備不満を感じており、公開初演の機会に際して書き直し、1957年3月初めになって完成したものであるという。初演後、第9回毎日音楽賞を受賞している。

## 初演
1957年5月9日、日比谷公会堂に於いて斎藤秀雄指揮東京交響楽団によって初演された。

## 編成
フルート2、ピッコロ、オーボエ2、コーラングレ、クラリネット2、ファゴット2、コントラファゴット、ホルン4、トランペット2、トロンボーン3、チューバ、ティンパニ、トライアングル、大太鼓、小太鼓、シンバル、弦五部。

## 構成
3楽章から成る。
第1楽章 Allegro con brio
ソナタ形式。金管のハ音をベースにしたリズムの上から弦楽が第1主題を奏でた後、第2主題がグリッサンドを交えたヴァイオリンとヴィオラに現れる。展開部では第1主題を用いたフガートが奏される。再現部は第1主題が楽器を入れ替えて繰り返され、その後金管が第2主題を反復してクライマックスを形成する。
第2楽章 Adagietto
序奏の後、チェロで哀愁を帯びた主題が奏され、ヴァイオリンがこれを引き継ぐ。次いで木管楽器により変形された主題が奏され高揚する。最後は序奏が再び奏されて締め括る。作曲者はこの楽章を「少年時代の追憶」と呼んでいた。
第3楽章 Vivace assai
ソナタ形式。クラリネットが活発な第1主題を提示した後、ホルンに豪快な第2主題が奏される。第1楽章と同じくフガートを用いた展開部の後、再現部を経て、コーダでは第1楽章の主題が登場し、全体の統一を図っている。